# Rena Rolska (2. minialbum 1961)
Rena Rolska – piąty minialbum Reny Rolskiej wydany przez wytwórnię Pronit w 1961 roku. Utwory zamieszczone na płycie zostały nagrane w 1961 roku w studio Polskich Nagrań w Warszawie i pochodzą z okresu współpracy artystki z Zespołem Tadeusza Suchockiego.

## Lista utworów
Strona a:
1. Piosenka prawdę ci powie (Marek Sart – Karol Kord)
2. Kataryniarz (Feliks Konarski – Feliks Konarski)

Strona b:
1. Ostatni papieros (Zbigniew Kurtycz – Czesław Kruszewski)
2. Kto mnie zna (Jan Czekalla – Andrzej Tylczyński)

## Płyty szelakowe z nagraniami z minialbumuRena Rolska2 (1961)
- [1961] Muza 3373 – Piosenka prawdę ci powie[3]

## Muzycy
- Rena Rolska – śpiew
- Zespół Instrumentalny – akompaniament
- Tadeusz Suchocki – dyrekcja